# League of Legends Championship Series (Северная Америка)
League of Legends Championship Series (LCS), ранее известная как North American League of Legends Championship Series (NA LCS)  — высший уровень соревнований по League of Legends в США и Канаде. Киберспортивная франшизная лига от Riot Games, в которой участвуют 10 команд. Сезон LCS состоит из двух сплитов — весеннего и летнего. В конце каждого из них проходит плей-офф с выбыванием после двух поражений, в котором участвуют 6 лучших команд регулярного сплита. Лучшие 3 команды LCS по результатам сезона квалифицируются на чемпионат мира.
Большинство матчей LCS проходят в студии Riot Games в Лос-Анджелесе, штат Калифорния. Финальные игры проходят на разных площадках (стадионах и концертных залах), в том числе за пределами США. Все игры лиги транслируются в прямом эфире на нескольких языках на Twitch и Youtube.

## История перехода к франшизной модели

### Создание LCS
LCS появилась в третьем соревновательном сезоне (2013) в формате двух независимых лиг в Европе (EU LCS) и Северной Америке (NA LCS). До этого киберспортивная сцена Северной Америки была представлена отдельными турнирами от сторонних организаторов — IGN, Electronic Sports League, Major League Gaming.
Идея создания LCS заключалась в том, чтобы североамериканская сцена, наряду с европейской, могла развиваться самостоятельно и конкурировать с представителями корейской лиги Azubu The Champions на международных турнирах. Riot Games заявили о готовности взять на себя расходы, связанные с выплатой зарплат участникам и выделением средств в призовой фонд лиги. Организатор также ввел выплаты командам за счёт продаж иконок с их логотипами внутри игры. Для сильнейших команд сезона лиги была предусмотрена квота на чемпионат мира. Для участия в лиге организатором были отобраны 8 команд по результатам соревнований предыдущего сезона (2012). Сезон LCS был разбит на два сплита, в рамках которых проводились регулярный сезон и плей-офф.

### Рост инвестиций, противоречия между Riot Games и командами (NA LCS)
Обновлять список участников LCS было решено каждые полгода с помощью стыковых матчей между представителями лиги и победителями турниров для любительских команд (Promotion Tournament). В 2014 году для любительских команд была создана вторая по важности лига — Challenger Series, за счёт которой, к сезону 2015 LCS была расширена до 10 команд. Challenger Series проводилась по схожему с LCS формату с регулярным сезоном и плей-офф, однако финансовая поддержка команд со стороны Riot отсутствовала. Спустя два года после создания LCS, инвестиции в лигу начали расти. Перед началом сезона 2016 Рик Фокс купил команду «Gravity Gaming» за 1 млн долларов и произвёл её ребрендинг на «Echo Fox». Шакил О’Нил, Алекс Родригес и Джимми Роллинс инвестировали в другую организацию, принимающей участие в NA LCS — «NRG eSports». 
С приходом крупных инвесторов извне бизнес-модель лиги стала подвергаться критике со стороны менеджмента команд. Владелец «Team SoloMid» Энди «Reginald» Дин указал на то, что вылет в Challenger Series означает потерю всех вложений в игроков и команду, помимо чего разработчики ограничивают выбор спонсоров, но не предоставляют коллективам возможности зарабатывать деньги без участия этих спонсоров. CEO «H2k-Gaming» (EU LCS) Сьюзан Тулли отметила что, Riot Games не желают делиться доходами LCS с организациями, несущих сплошные расходы — совладелец «Phoenix1» Майкл Мур заявил, что убытки его организации за сплит составляют 500 тыс долларов. В ноябре 2016 года владельцы команд отправили коллективное письмо руководству Riot Games с требованием решить данные проблемы. 

### Подготовка к переходу на франшизную модель (NA LCS)
В сезоне 2017 Riot Games увеличила призовой фонд сплитов со 100 до 200 тыс долларов, и ввела выплаты командам в размере 50 тыс долларов за сплит за внутриигровую продажу иконок, вне зависимости от количества покупок фанатами. Количество матчей в Promotion Tournament было увеличено, но в них теперь не могли участвовать сестринские команды NA LCS, число которых в Challenger Series было ограничено до трёх. В середине сезона 2017 Riot Games анонсировали переход NA LCS на франшизную модель в сезоне 2018 со вступительным взносом для организаций в размере 10 млн долларов и предоставленным бизнес-планом, новым инвесторам предстояло заплатить свыше ещё 3 млн долларов. Вылет из лиги был отменён, но организатор сохранял за собой право отстранить организацию от участия в течение пяти сплитов из восьми, на которые рассчитана франшиза. NA Challenger Series была заменена фарм-лигой (NA LCS Academy) с участием организаций LCS, был введен турнир Scouting Grounds для пополнения лиги игроками из одиночной очереди североамериканского сервера League of Legends.

## История лиги как франшизы

### Привлечение инвестиций клубов от NBA, ребрендинг LCS лиг
Отказ от системы понижения и повышения в классе, создание профсоюза игроков и распределение доходов лиги привлекло в лигу инвестиции со стороны традиционного спорта. Места в лиге выкупили баскетбольные клубы NBA «Голден Стэйт Уорриорз» («Golden Guardians») и «Хьюстон Рокетс» («Clutch Gaming»), а владелец «Кливленд Кавальерс» Дэн Гилберт инвестировал в организацию «100 Thieves». Был создан профсоюз игроков, в результате деятельности которого игроки добились повышения зарплат в 2,2 раза за сезон. В марте 2018 года Riot Games объявили о переходе EU LCS в 2019 году на франшизную модель и её ребрендинге в League of Legends European Championship (LEC). Североамериканская лига стала называться LCS.